# Simon de Vierville
Jacques Thomas Simon de Vierville, dit aussi « Sieur Simon » ou « Mohammed Reza Hakim » est un scientifique, médecin, botaniste et orientaliste français, né vers 1715 à Rouen, mort vers 1757 en Iran.

## Biographie
Fils de Messire Guillaume de Maldéré, écuyer, sieur de Vierville, et de Marie-Anne Ponty (m. 1734 à Rouen), Simon de Vierville est un membre de la petite noblesse rouennaise. Exerçant une activité de médecin dans sa ville jusqu'en 1747, il appartient à l'Académie des sciences, belles-lettres et arts de Rouen et est nommé le 27 août 1748 intendant du jardin des plantes de la ville.
Un séjour à Paris en 1749 lui ouvre les portes de l'Académie des sciences, dont il est membre correspondant de Louis Guillaume Le Monnier de 1750 à 1754. Protégé par le maréchal de Noailles, il se consacre alors à l'étude des langues orientales, puis est envoyé par Louis XV en Perse en 1751. Sous couvert d'une d'études scientifiques, il reçoit mission d'observer la politique du royaume, plongé dans les affres de la guerre civile après la mort de Nader Shah (r. 1736-1747).
Il demeure deux ans dans l'empire ottoman, séjournant à Constantinople, Smyrne, Chypre, Alep et Diyarbakir. C'est dans cette ville qu'en février 1753, il adopte la religion musulmane et le nom de Mohammad Reza Hakim avant de partir pour Bagdad, puis Isfahan en 1754. Son apostasie le fait rayer des cadres des différentes académies auxquelles il appartenait. 
Installé à Isfahan comme premier médecin d'Azad Khan Afghan, il aurait reçu dans cette cour éphémère d'Isfahan des tâches d'enseignement et de supervision des bâtiments, et aurait mené des recherches sur l'électricité. Il continue sa correspondance avec la cour de Versailles et rencontre Jean-François Rousseau, futur consul général de Bagdad. 
Après la défaite d'Azad Khan face à Mohammad Hasan Khan Qajar en 1757, il est démis de ses fonctions et disparaît. Sa dernière trace est une lettre envoyée des environs de Maragha le 1er mai 1757. On suppose qu'il est mort à cette époque.

## Collection de manuscrits
Lors de son séjour en Iran, Simon de Vierville a constitué une collection de manuscrits. Certains ont été envoyés au ministre d'Argenson de son vivant, entre 1754 et 1756, et se trouvent actuellement à la Bibliothèque nationale de France : c'est notamment le cas du Supplément persan 206, manuscrit ayant figuré dans la bibliothèque de Shâhrokh Châh, ainsi que 19 autres volumes, essentiellement des textes historiques. D'autres ont été dispersés à sa mort. Rousseau de Perse aurait alors récupéré un Almageste de Nasir al-Din al-Tusi, vendu par lui à un certain M. Ouvaroff, puis donné par celui-ci à l'Académie impériale de Saint-Pétersbourg. Ce manuscrit portait sur son premier feuillet une note de la main même de Simon de Vierville : « à Ispahan, le 28 décembre 1755, à la latitude de 32° 05′ 05″ — Au Nassir Eddin Toussi de ce siècle, mon intime ami M. Lemonnier, professeur d’astronomie au collége royal, de l’académie des sciences, de la société royale, etc., de la part de son très humble et très obéissant serviteur, Simon de Vierville, Mathem. ».